# Гірничий музей м. Пршибрам
Гірничий музей м. Пршибрам (чеськ. Hornické muzeum Příbram) — великий музей гірничої справи просто неба з історичними будівлями та експозиціями історії гірничої справи та мінералогії. Він розташований у кварталі Бржезове Гори міста Пршибрам, колишньому важливому чеському гірничому центрі. Це один з найбільших музеїв Чехії. Заснований 1886 року.

## Історія
Гірничий музей Пршибрам наслідує традиції двох колишніх музеїв, заснованих у 19 столітті. Частина колекцій фабричного гірничого музею Пршибрамського гірничого заводу, особливо колекції мінералів, відкриті для відвідування вже з 1852 року. Завдяки директорові школи Ладіславу Малому 12 грудня 1886 року в Пршибрамі засновано Регіональний музей. З самого початку тут зберігалися експонати, що відображали історію гірництва, від предметів сучасної епохи до археологічних знахідок з Кельтських часів.
З 1963 року музей входить до Регіонального музею в Пршибрамі.
У 1970-х роках для музею відібрали більше будівель, але лише малу частину планів виконали.
З початку 1990-х років ситуація змінюється. Відбудували Шевчинський вал і вал Св. Анни. Музей опікувався шахтою Св. Анни з паровою машиною з 1914 року і купив шахту Св. Адальберта у власників до Другої світової війни, які отримали будівлю назад після повалення комуністичного режиму в Чехословаччині. Після реконструкції об'єкт відкрили для відвідувачів 2000 року.
З 1998 року штольня Св. Прокопа використовується для музейних цілей, включно з шахтним поїздом.
Музей називається Гірничий музей Пршибрам і фінансується Центральночеським краєм. З 1990-х років у музеї також зберігається кілька об'єктів, які використовувалися для різних цілей, не пов'язаних з видобутком корисних копалин, за межами Пршибрама. Вацлав Гавел ініціював будівництво Меморіалу Війни на місці колишнього комуністичного трудового табору.

## Інтернет-ресурси
- Official web